# Acacia foliosa
Acacia foliosa é uma espécie de leguminosa do gênero Acacia, pertencente à família Fabaceae.